# 赫利 (密西西比州)
赫利（英語：Hurley）是位於美國密西西比州傑克遜縣的普查規定居民點。

## 人口
根據2020年美國人口普查的數據，赫利的面積為13.34平方千米，當中陸地面積為13.30平方千米，而水域面積為0.04平方千米。當地共有人口1557人，而人口密度為每平方千米116.72人。